# Katri Ylander
Katri Ylander (Harjavalta, 17 dicembre 1985) è una cantante finlandese.
Katri è diventata famosa grazie alla partecipazione alla seconda edizione della versione finlandese del reality show Pop Idol, dove è arrivata seconda.

## Discografia
- 2006 – Katri Ylander
- 2007 – Kaikki nämä sanat
- 2009 – Valvojat
- 2013 – Uusi maa